# The Avalanches
The Avalanches é um grupo Australiano de música eletrônica. O grupo é conhecido pelo seu álbum de estréia Since I Left You (2000), como também suas apresentações ao vivo. A sua formação tem sofrido grandes alterações ao longo dos anos, mas atualmente, o grupo é composto por Robbie Chater, Tony Di Blasi, e James Dela Cruz. O álbum do The Avalanches, Since I Left You, foi um sucesso comercial e de crítica. O álbum recebeu vários prêmios e foi considerado um dos melhores álbuns Australianos como também um dos mais vendidos da década de 2000.
Em 2 de junho de 2016, a banda anunciou que seu segundo álbum, Wildflower, será lançado em 8 de julho de 2016. O grupo estava trabalhando no álbum desde pelo menos 2005, e ele incluirá vários convidados.

## Origem
Três membros, que futuramente viriam a fazer parte do The Avalanches, formaram uma banda chamada Alarm 115, em Melbourne, em 1994. A formação foi Robbie Chater nos teclados, Tony Di Blasi nos teclados, baixo e vocal de apoio, e Darren Seltmann nos vocais. Em 1995, Manabu Etoh ingressou na bateria, o grupo comprou instrumentos, equipamento de gravação e vários vinis velhos em lojas de segunda-mão. Quando Etoh foi deportado e a banda Alarm 115 foi declarada como terminada, as músicas tornaram-se o núcleo de um novo projeto. Chater era um estudante de cinema na RMIT e teve acesso a um estúdio de gravação, que ele e Seltmann utilizaram para transformar as canções em demos.  Eles chamaram a fita de Pan Amateurs, nela haviam havia 30 canções. Em 1997, um novo grupo com Chater, Di Blasi, Seltmann, e Gordon McQuilten nos teclados foi montado para tocar as faixas ao vivo. Chater, Di Blasi e McQuilten tinham sido colegas de escola em Maryborough.
Começando em Julho, seus primeiros shows foram tocados em nomes differentes: Swinging Monkey Cocks, Quentin's Brittle Bones, and Whoops Downs Syndrom. O grupo tornou-se "The Avalanches" em seu quinto show, pedindo o novo nome a uma banda de surf rock americana cujo havia gravado apenas um álbum, Ski Surfin' with The Avalanches, em 1963.

## Os primeiros lançamentos
Depois de abrir para a banda Jon Spencer Blues Explosion, eles cresceram rapidamente. Trifekta Records lançou o single de estréia "Rock City", em setembro. Seguindo este lançamento, em Dezembro, a banda lança seu primeiro EP, El Producto, na Wondergram Records. Neste meio tempo,,DJ Dexter Fabay se juntou ao grupo no toca-discos e teclados. Baseado no sucesso do EP, Pavlovic, o dono da Wondergram, assinou a banda para a sua nova gravadora, Modular Recordings, em Maio de 1998. Leo Silvermann os assinou para a gravadora deles, Rex Records, para lançar um EP de quatro faixas exclusivo para o Reino Unido, Undersea Community, foi lançado em 1º de Março de 1999.
O grupo conseguiu crescer abrindo shows para Beastie Boys, Public Enemy, Stereolab, e Beck. A banda também tocou no Tibetan Freedom Concert  em Homebush, Sydney. James Dela Cruz foi adicionado a formação no toca-discos e teclados, e fez sua estréia com a banda no The Palace em St Kilda, abrindo para o Public Enemy. Em Setembro de 1999, Modular Recordings lançou um EP de quatro faixas, Electricity, na Austrália (12") e uma versão no Reino Unido de duas faixas (7").

## Performances na televisão
Em 1 de outubro de 1997, a banda se apresentou no programa Under Melbourne Tonight na RMITV.

## Membros

### Membros atuais
- Robbie Chater – teclados, mixagem, produtor, coro, design, guitarra (1997–presente) (também conhecido como Bobby C, membro da Bobbydazzler)
- Tony Di Blasi – teclados, baixo, vocal de apoio (1997–presente)[9]
- James Dela Cruz – toca-discos, teclados (2000-2004, 2015–presente)[10]

### Ex-membros
Listados por ordem alfabética:
- Manabu Etoh – bateria (1997)
- Dexter Fabay – discos (1998-2003)
- Gordon McQuilten – teclados, percussão, piano (1997-2001)
- Darren Seltmann – teclados, brass band, coro, design, guitarra, mixagem, produção (1997-2014)
- Pedro "Snakey" Whitford – percussão (2001-2002)

## Discografia
- Since I Left You (2000)
- Wildflower (2016)[12]
- We Will Always Love You (2020)